# Lego Harry Potter: Lata 5–7
Lego Harry Potter: Lata 5–7 – przygodowa gra akcji z serii gier Lego opracowana przez Traveller’s Tales i wydana przez Warner Bros. Games 15 listopada 2011 na Microsoft Windows, Xbox 360, PlayStation 3, PlayStation Portable, Nintendo DS, Wii oraz Nintendo 3DS. Ponadto 23 marca 2012 roku została wydana na PlayStation Vita, 3 maja tego samego roku na iOS, a 28 września 2016 roku na Android. Gra jest kontynuacją Lego Harry Potter: Lata 1–4.

## Rozgrywka
Rozgrywka w Lego Harry Potter: Lata 5–7 nie różni się zbytnio od tej ukazanej w poprzedniej części. Akcja jest głównie osadzona w Hogwarcie i okolicach, chociaż czasami przenosi się np. do Ministerstwa Magii. Większość przedmiotów, które gracz napotka podczas rozgrywki, może zostać zniszczona, ujawniając monety, które mogą być użyte do kupna postaci czy czarów. Inne przedmioty funkcjonują jako proste zagadki logiczne; trzeba na nie rzucić odpowiedni czar albo użyć innego przedmiotu.
Na początku gry gracz traci większość swoich czarów, musi on zatem nauczyć się ich na nowo. Poza czarami znajdującymi się w poprzedniej grze istnieje też kilka nowych. Do gry powracają mikstury, które dają różne moce, jeśli będą uwarzone poprawnie. W przeciwnym wypadku mogą one zaszkodzić graczowi, m.in. zamieniając postać w żabę. Niektóre postacie mają również specjalne, unikalne umiejętności, np. Harry ma pelerynę-niewidkę, dzięki której może omijać przeciwników.
W grze występują 24 główne poziomy. Schowane są w nich różne znajdźki, które po odnalezieniu dają złote klocki (kolekcjonerskie klocki potrzebne do wybudowania fontanny monet) albo dodatkowe postacie. Są to:
- Uczniowie w niebezpieczeństwie – w każdym poziomie znajduje się pojedynczy uczeń Hogwartu proszący o pomoc. Po wydostaniu go z tarapatów dziękuje graczowi, a pod koniec poziomu daje złoty klocek[a][16].
- Herby Hogwartu – po poziomie pochowane są 4 części herbu Hogwartu. Można je odnaleźć, wykonując proste zagadki albo używając odpowiedniej postaci. Po skompletowaniu herbu otrzymany zostaje kolejny złoty klocek[17].
- „Sztony postaci” – w poziomie znajdują się 3 żetony postaci (nazywane „sztonami”[18]), które zyskuje się podobnie do herbów[b]. Odnalezienie ich nie daje złotego klocka; zamiast tego gracz otrzymuje postać ukazaną na „sztonie”, którą następnie może wykupić w odpowiednim sklepie[19].

Ponadto, można również otrzymać status „Prawdziwego czarodzieja” poprzez osiągnięcie odpowiednio dużej ilości monet w poziomie. Po osiągnięciu tego statusu w każdym poziomie odblokowany zostaje sekretny poziom.
Rzecz, która znacząco uległa zmianie w Latach 5–7 względem poprzednika, to walki z bossami. Potyczki z czarnoksiężnikami przybrały formę pojedynku; należy blokować się przed czarami przeciwnika, wybierać odpowiednie zaklęcia do kontrataku i wykonać krótki quick time event, a następnie czynności powtórzyć aż do wyczerpania paska zdrowia bossa.
W grę można grać w kooperacji lokalnej z drugim graczem. Wtedy gra odbywa się na podzielonym ekranie. Gra wieloosobowa online nie jest możliwa.

## Rozwój gry
Po wydaniu Lego Harry Potter: Lata 1–4 spekulowane było, że kolejna część gry zostanie wydana po wejściu ostatniej części filmowej sagi na duży ekran. 19 maja 2011 roku Warner Bros. Games ogłosiło, że Lata 5–7 powstają i będą dostępne w czwartym kwartale 2011 roku.
7 października 2011 roku został wydany zwiastun do gry ukazujący różne momenty z gry i przerywniki filmowe. Kolejny zwiastun został wydany 12 listopada 2011 roku, kilka dni przed premierą.
22 września 2011 roku Cenega poinformowała, że gra znalazła się w ich planie wydawniczym i że będzie wydana 11 listopada. Ostatecznie gra w Europie została wydana 4 dni później, 15 listopada.
3 maja 2012 roku, wersja gry na Nintendo DS otrzymała port na iOS. Ta wersja została przeniesiona na telefony z oprogramowaniem Android i wydana 28 września 2016 roku.

## Odbiór gry
Gra otrzymała pozytywne oceny od krytyków. „Komputer Świat” dał grze ocenę 8,5/10, chwaląc sensowne i proste łamigłówki, humor gry oraz interaktywność ze światem, jednocześnie zaznaczając, że gra może wydać się powtórką poprzedniej części. IGN wystawiło ocenę 8/10, pochwalając kreatywność i ilość sekretów, krytykując natomiast powtarzalność lokacji. GameSpot przyznał grze ocenę 8/10, pozytywnie oceniając urok gry oraz jej trzymanie się materiału źródłowego, negatywnie zaś patrząc na czas ładowania i lekką niezgodność fabuły z faktyczną rozgrywką.
Na Metacritic gra otrzymała zróżnicowaną ocenę w zależności od platformy. Najwyższą notę otrzymała wersja na PC, gdzie z 5 recenzji średnia ocena wyniosła 80%. Najniższą notę otrzymała zaś wersja na PlayStation Vita, której średnia ocena z 19 recenzji wyniosła 64%.

## Lego Harry Potter Collection
8 września 2016 roku Warner Bros. ogłosiło remaster Lego Harry Potter: Lata 1–4 i Lego Harry Potter: Lata 5–7 o nazwie Lego Harry Potter Collection, który miał być wydany na PlayStation 4 21 października tego samego roku. Ostatecznie remaster pojawił się 18 października 2016 roku. Pakiet odświeżał zawarte w nim gry, zapewniając im lepsze oświetlenie i nowe efekty specjalne, a także zawierał dwa nowe dodatki.
W odróżnieniu od oryginalnych wersji gier, Lego Harry Potter Collection nie ma polskiego tłumaczenia.
30 października 2018 roku Lego Harry Potter Collection pojawiło się również na Xbox One i na Nintendo Switch.